# Anisodes orboculata
Anisodes orboculata là một loài bướm đêm trong họ Geometridae.